# Martina Johansson

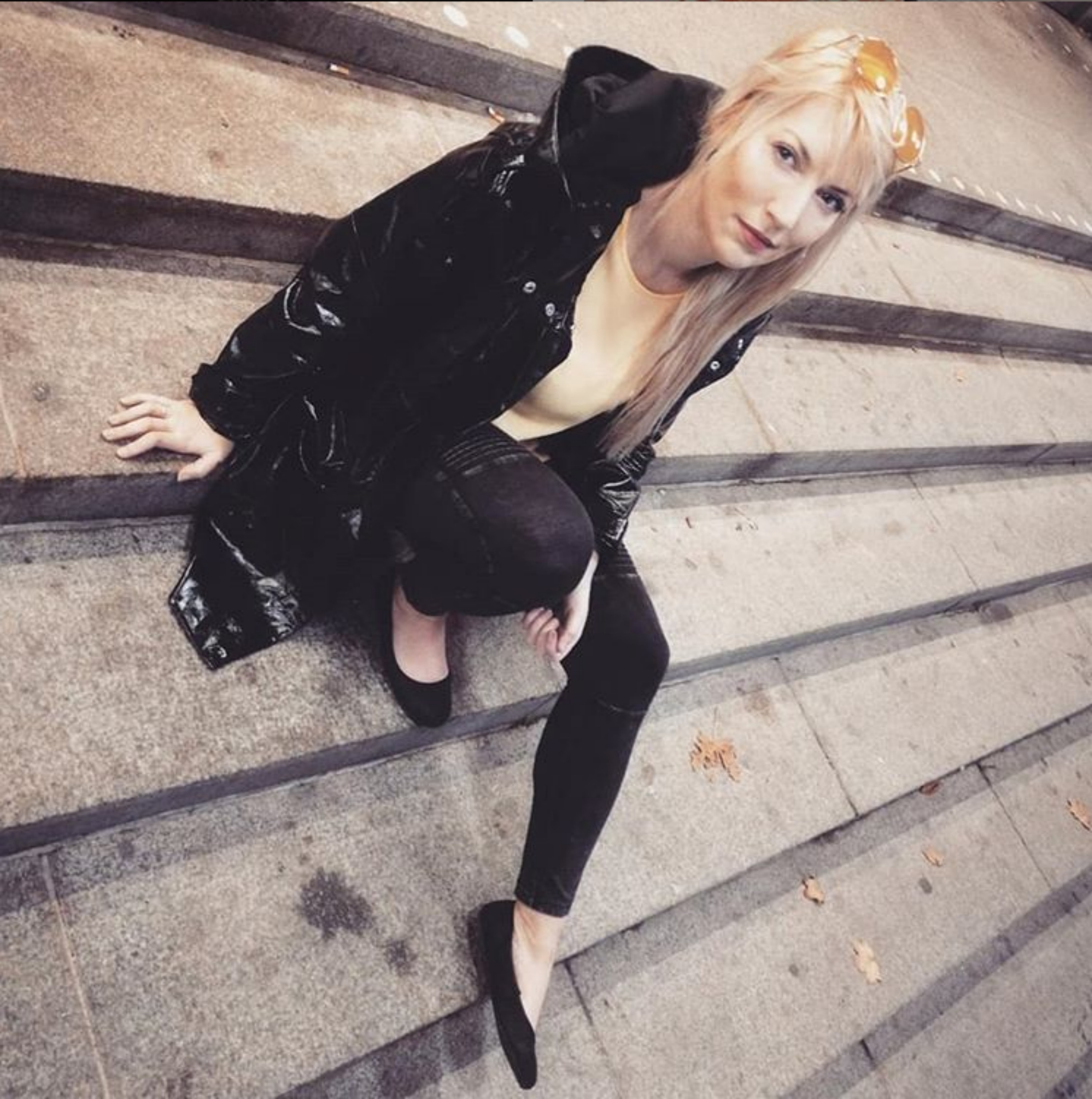
Martina Johansson.

Martina Johansson, född 1984, är en svensk bloggare och författare till en rad böcker om hälsa och hormoner, bland annat Hormonstark, "Hormonbiblarna" samt Hormonsmart mat och effektiv träning. Hon är också aktiv inom den Svenska Biohacker-rörelsen samt förespråkare av så kallad ketogen diet, en kost med mycket fett och väldigt lite kolhydrater.